# Mobile (Arizona)
Pour les articles homonymes, voir Mobile.
Mobile est un village du comté de Maricopa dans l'état d'Arizona aux États-Unis. Il se situe à environ 56 kilomètres au sud-ouest de Phoenix, et compte moins d'une centaine d'habitants.

## Histoire
Mobile a été fondée au début des années 1900, et était à l'origine une zone réservée aux Afro-Américains. Certains de ses premiers habitants provenaient de la ville de Mobile (Alabama).

## Géographie
Les coordonnées de Mobile sont 33° 03′ 19″ N, 112° 16′ 16″ O.